# Ágnes Keleti
Ágnes Keleti (Budapest, 9 de enero de 1921-Budapest, 2 de enero de 2025) fue una gimnasta artística y entrenadora húngaroisraelí, quien durante más de una década fue la medallista olímpica viva de mayor edad. Mientras representaba a Hungría en las Olimpiadas de Helsinki 1952 y Melbourne 1956, ganó diez medallas olímpicas, incluidas cinco medallas de oro, tres medallas de plata y dos de bronce, y es considerada una de las atletas olímpicas judías más exitosas de todos los tiempos.  Keleti tiene más medallas olímpicas que cualquier otro individuo con ciudadanía israelí, y más medallas olímpicas que cualquier otro judío, excepto Mark Spitz. En 1957, Keleti emigró a Israel, donde vivió antes de regresar a Hungría en 2015.

## Carrera deportiva

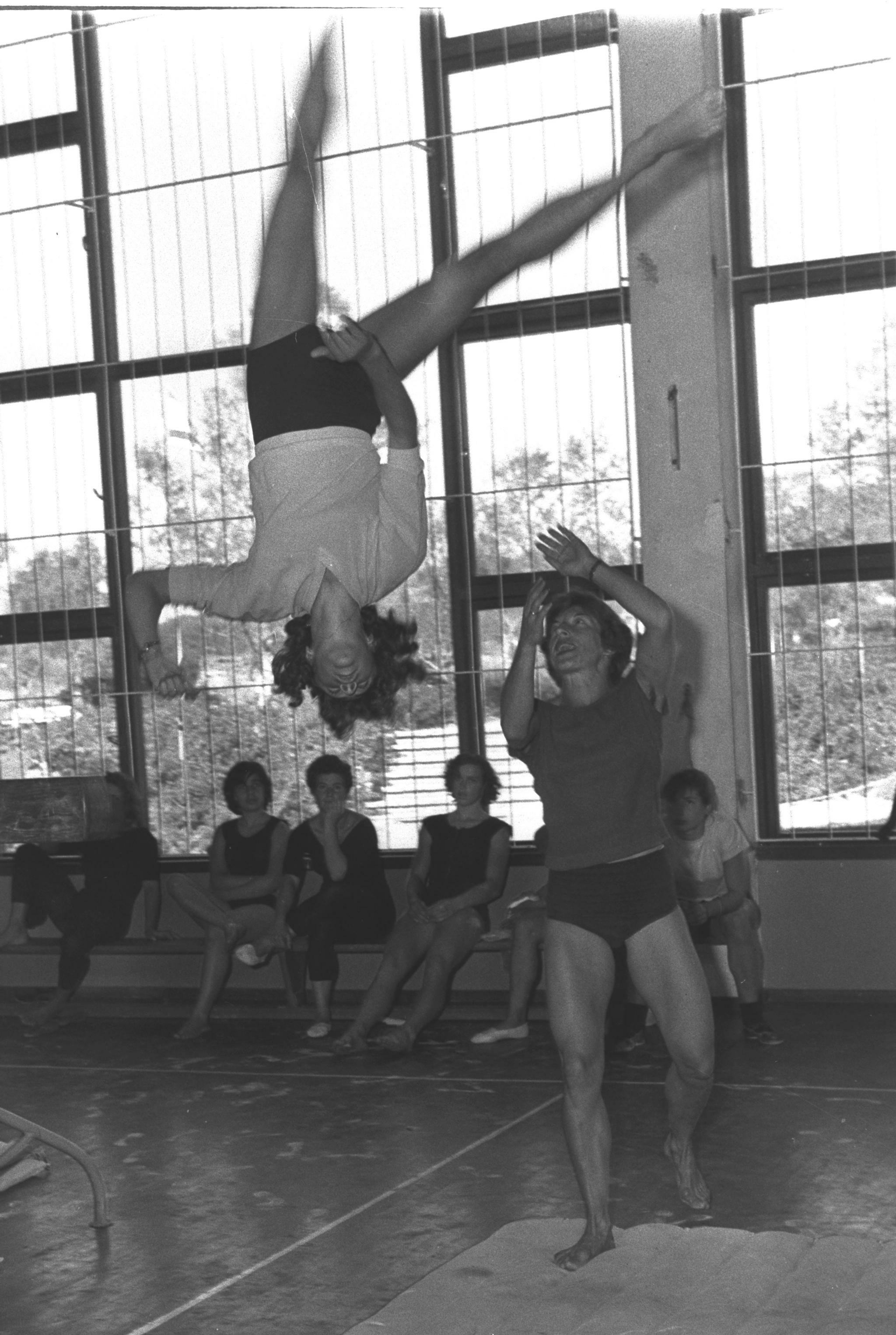
Ágnes Keleti entrenando a una alumna en el Instituto Wingate de Israel. Año 1960

Keleti nació en Budapest, Hungría, en una familia judía. Comenzó a hacer gimnasia a la edad de 4 años, y a los 16 era la campeona nacional de Hungría en gimnasia. A lo largo de su carrera, entre 1937 y 1956, ganó diez veces el título de campeonato.
Keleti fue considerada una buena opción para el equipo húngaro en los Juegos Olímpicos de 1940, pero la Segunda Guerra Mundial canceló tanto los Juegos de 1940 como los de 1944. Fue expulsada de su club de gimnasia en 1941 por no ser aria. Keleti se vio obligada a esconderse para sobrevivir a la guerra. Debido a que había escuchado el rumor de que las mujeres casadas no eran llevadas a campos de trabajo, se casó apresuradamente con István Sárkány en 1944. Sárkány fue un gimnasta húngaro de la década de 1930 que logró títulos nacionales y participó en los Juegos Olímpicos de Berlín de 1936. Se divorciaron en 1950. Keleti sobrevivió a la guerra comprando y usando documentos de identidad de una niña cristiana y trabajando como sirvienta en un pequeño pueblo. Su madre y su hermana se escondieron y fueron salvadas por el diplomático sueco Raoul Wallenberg. Su padre y otros familiares fueron asesinados con gases en el campo de concentración de Auschwitz por los nazis. Se las arregló para sobrevivir al Holocausto escondiéndose en el campo húngaro. En el invierno de 1944-1945, durante el asedio de Budapest por las fuerzas soviéticas, cerca del final de la Segunda Guerra Mundial, Keleti recogía por las mañanas los cuerpos de los que habían muerto y los colocaba en una fosa común.
Después de la guerra, Keleti tocó el violonchelo profesionalmente y reanudó su entrenamiento. En 1946, ganó su primer campeonato húngaro. En 1947, ganó el título de gimnasia de Europa Central. Se clasificó para los Juegos Olímpicos de Verano de 1948, pero se perdió la competencia debido a un desgarro de un ligamento en el tobillo. Figura en la Lista Oficial de Participantes de Gimnasia como Ágnes Sárkány. En los Juegos Mundiales Universitarios de 1949 ganó cuatro medallas de oro, una de plata y una de bronce.
En 1952 participó en los Juegos Olímpicos que se celebraron en Helsinki consiguiendo la medalla de oro en el ejercicio de suelo, quedando en el podio por delante de la soviética Maria Gorokhovskaya y de su compatriota la húngara Margit Korondi. También consiguió la plata en equipo —tras las soviéticas y por delante de las checoslovacas—, bronce en asimétricas y bronce en equipo con aparatos, una especialidad parecida a la gimnasia rítmica actual.
Dos años después, en el Mundial de Roma 1954 ganó el oro en asimétricas, plata en equipo —igual que dos años antes, tras las soviéticas y delante de las checoslovacas— y bronce en la barra de equilibrio, tras la japonesa Keiko Tanaka y la checoslovaca Eva Bosáková.
Y dos años después en las Olimpiadas de Melbourne 1956 fue su gran momento deportivo, ya que logró cuatro medallas de oro —asimétricas, viga de equilibrio, suelo y equipo con aparatos— y dos de plata, en la general individual —tras la gran gimnasta soviética Larisa Latynina— y en equipo, tras las soviéticas y por delante las rumanas.
Emigró a Israel en 1957. Allí se casó en 1959 con el profesor de educación física húngaro Robert Biro y tuvo dos hijos. Luego de su retiro continuó como instructora de educación física en la Universidad de Tel Aviv y durante 34 años en el Instituto deportivo Wingate en Netanya. Durante los 90 fue entrenadora de la selección nacional de gimnasia de Israel.
En 2015 retornó a vivir en Budapest. Desde 2016 hasta su fallecimiento en 2025 fue la campeona olímpica de más edad.

## Reconocimientos
- 1981. Inscripta en el Salón Internacional de la Fama de los Deportistas Judíos.[18]
- 1991. Inscripta en el Salón Internacional de la Fama de los Deportes en Hungría.
- 2001. Inscripta en el Salón Internacional de Mujeres Deportistas.
- 2002. Inscripta en el Salón Internacional de la Fama de Gimnasia.
- 2004. Designada en Hungría "12 atletas de la nación"
- 2005. El asteroide 265594 Keletiágnes, descubierto por Krisztián Sárneczky, fue nombrado en su honor. .
- 2017. Premio Israel en el campo de los deportes.[20]